# Антоний и Клеопатра (фильм, 1972)
«Антоний и Клеопатра» (англ. Antony And Cleopatra) — британский художественный фильм 1972 года, экранизация одноимённой трагедии Уильяма Шекспира.

## Сюжет
Воссоздана история любви римского полководца и политика Антония и Клеопатры и суицида обоих.

## В ролях
- Чарлтон Хестон — Марк Антоний
- Хильдегард Нил — Клеопатра
- Эрик Портер — Агенобарб
- Джон Касл — Октавиан
- Фернандо Рей — Лепид
- Хуан Луис Галиардо — Алексас
- Кармен Севилья — Октавия
- Фредди Джонс — Помпей
- Арни, Питер — Менас
- Луис Барбу — Варрий
- Уоррен Кларк — Скар
- Джейн Лапотейр — Хармион[англ.]